# レコメン!
『レコメン!』(RECOMMEN) は、文化放送をキーステーションにNRN系で、毎週月曜日 - 木曜日の22:00 - 翌日1:00に生放送されているラジオ番組。

## 概要
同時間枠で放送されていたバラエティ番組『SUPER STAR QR』と深夜放送『LIPS PARTY 21.jp』を統合し、2003年7月7日に放送開始。タイトルの由来は「recommend」（推薦）。
このうち0時台は全国ネットとして放送されているが、2009年1月にKBS京都が22、23時台をネット開始して以降はその時間帯も一部局でネットしている。
パーソナリティ陣のうち、月曜から水曜日までは前々番組『古本新之輔 ちゃぱらすかWOO!』の企画「ザ・マスクマン現る」に出演以来大人気となったザ・マスクマン（砂山圭大郎）が謎のレコメンダー「K太郎」として起用。木曜日は『SUPER STAR QR』からそのまま関西ジャニーズJr.の横山裕、村上信五がスライド。金曜版『LIPS PARTY 21.jp』の嵐・相葉雅紀も「アラシリミックス」のタイトルを残したまま継続して担当している。
開始以降2012年まで月曜から水曜まではK太郎に加え、22時・23時台は放送作家や芸人がパートナーを務め、箱番組を挟みつつ若年層に向けたバラエティ路線で放送。木曜日は2023年3月まで長らく関西ジャニーズJr出身勢がメインパーソナリティを務め、ジャニーズアイドルの情報を送るなど3時間ジャニーズ事務所（現：STARTO）主体で放送した。
2012年4月からK太郎に代わり、のり（オテンキ）がメインパーソナリティに就任。
2020年3月31日（30日深夜）から9月25日（24日深夜）までは期間限定で放送時間を1時間延長し、1:00 - 2:00の枠を「レコメン!ひとり組手」として放送していた。
2023年7月に放送開始20周年を控え、2023年4月改編をもって、番組の主なリスナーであるZ世代に対して、「「好き」にもっと寄り添い、「好き」を拡げる」レコメンド番組として強化すると共に、この番組のメインパーソナリティは22時台・23時台については「幅広いジャンルの中から、Z世代に影響力のあるトップランナー」を曜日別に起用。。0時台は全曜日関西ジャニーズJr.出身の今江大地を起用し、ジャニーズ事務所主体へと刷新した。

文化放送では、「『レコメン!』を今後も局の得意分野であるA&G（アニメ＆ゲーム）、I&C（アイドル＆お笑い）ブランドのフラッグシップとし、よりリスナーに愛される番組を追求し、さらなる進化を図っていきます」と説明しており、「SNSをはじめとするコミュニケーションツール」の発信を強化して、これまで以上に、「番組とリスナー、またリスナーとリスナーが「好き」」を通じ、「つながり楽しめるよう」取り組むとしている。
2024年4月1日からは、再び0時台を刷新。今江が卒業し、当該時間帯に集中させていた箱番組を整理し、STARTO所属の箱番組が月曜から水曜まで0時台前半に縮小。前年度から22時台・23時台を務めていた曜日メインパーソナリティが0時台を担当し、3時間に拡大。

## 現在の出演者

### メインパーソナリティ
2023年4月から （第3期）
- 月曜：駒木根葵汰
- 火曜：秋山寛貴（ハナコ）
- 水曜：矢吹奈子（元HKT48）
- 木曜：吉田仁人（M!LK）

2023年3月27日 - 2024年3月28日まではいずれも22時台・23時台のみ担当。2024年4月1日から、0時台も担当。

### コーナーアシスタント
- 火曜：甲斐彩加（文化放送アナウンサー）
  - 「レコメン!ヘッドライン」「レコメン!ピックアップ」を担当。甲斐は2024年4月 - 9月に放送された『レコメン!Ａ』のナビゲーターも担当した。

## 過去の出演者

### 第1期
- 謎のレコメンダー K太郎（砂山圭大郎[注 3]〈文化放送アナウンサー〉）（月 - 水曜日メイン、放送開始 - 2012年3月）
- 横山裕（関ジャニ∞）（木曜日メイン、放送開始 - 2013年3月28日、『SUPER STAR QR』から引き続きの生放送の担当。1997年開始の『古本新之輔 ちゃぱらすかWOO!』から同時間を務めた）
- 村上信五（関ジャニ∞）（木曜日メイン、放送開始 - 2018年3月29日、横山同様、『SUPER STAR QR』から引き続きの生放送の担当。1997年開始の『古本新之輔 ちゃぱらすかWOO!』から同時間を務めた）
- 北本かつら（月曜日レギュラー、放送作家）
- バカヤロー清水（月曜日レギュラー、放送作家）
- 松本くん（月曜日レギュラー、放送作家）
- U字工事（火曜日レギュラー、2007年4月から）
- カンニング竹山（水曜日レギュラー、2010年3月31日まで）
- 小島よしお（水曜日レギュラー、2010年4月から）
- オードリー（曜日不定、準レギュラーゲスト[4]）

### 第2期
- のり（オテンキ）（月 - 水曜日メイン、2012年4月2日 - 2023年3月22日[5]）[注 4]
- 丸山隆平（関ジャニ∞）（木曜日メイン、2013年4月4日 - 2016年3月24日）
- 小池美由（火曜日、2015年3月31日 - 2019年3月27日）
- 桐山照史（ジャニーズWEST）（木曜日メイン、2016年3月31日 - 2023年3月23日、2023年4月以降は木曜24時台の録音番組を担当）
- 中間淳太（ジャニーズWEST）（木曜日メイン、2016年3月31日 - 2023年3月23日、桐山同様、2023年4月以降は木曜24時台の録音番組を担当）
- 菅井友香（櫻坂46）（月曜日、2017年4月3日 - 2021年9月27日）[注 5]
- 堀未央奈（乃木坂46）（水曜日、2017年4月5日 - 2020年3月25日）
- 加藤史帆（日向坂46）（火曜日、2019年4月2日 - 2023年3月21日[6]）
- 田村真佑（乃木坂46）（水曜日、2020年4月1日 - 2023年3月22日[6]）
- 今泉佑唯（水曜日「ひとり組手」枠、2020年4月2日（1日深夜） - 9月24日（23日深夜））[注 6][12]
- 松田里奈（櫻坂46）（月曜日、2021年10月4日 - 2023年3月20日[6]）
  - 坂道シリーズのメンバー（菅井→松田・加藤・堀→田村）は、基本的に23:45頃から翌1:00まで出演。

### 第3期
- 今江大地（関西ジャニーズJr.出身）（月 - 木曜日深夜0時台、2023年3月27日 - 2024年3月28日）

### ピンチヒッター
- 松島茂（2014年8月6日[13]、メインパーソナリティののりが罰ゲーム中でスタジオ不在のため、直前の文化放送ライオンズナイターでスタジオ担当だった松島がピンチヒッターとして担当。松島は、のりの罰ゲームの元となったライオンズ戦の中継で実況を行っている）

以下はメインパーソナリティの出演者が体調不良や新型コロナウイルスに感染した場合もしくは濃厚接触者の場合はピンチヒッターとなる。
のり（オテンキ）の場合
- イワイガワ（2021年7月27日[14]）
- アンゴラ村長（にゃんこスター）（2021年7月28日[15]、8月4日[注 7]、2022年4月20日）
- 流れ星☆（2021年8月2日、8月3日[16]、メインパーソナリティののりはこの日はリモート出演）
- 土佐兄弟（2022年4月18日）
- GO（オテンキ）（2022年4月19日）

加藤史帆（日向坂46）の場合
- 高瀬愛奈（2022年4月5日[17]、2022年4月12日）[18][注 8]

田村真佑（乃木坂46）の場合
- 早川聖来（2022年2月2日）
- 北野日奈子（2022年2月9日）
- 佐藤璃果（2022年3月16日）[注 9]

矢吹奈子の場合
- 田中美久（HKT48）（2023年6月14日[注 10][19][20][21][22][23][24]）
- 山下幸輝、齊藤なぎさ（俳優、メインパーソナリティ）、甲斐彩加（文化放送アナウンサー、アシスタント）（2024年3月13日[注 11][25]）

### ケータイDJ
第2期では新たに「ケータイDJ」が各曜日ごとに決められ、番組の感想などをtwitter上で実況する企画が行われた。2017年3月をもって終了。
終了時
- 大村綾人（水曜日→月曜日、放送作家）
- 小池美由（火曜日）[27]
- 週代わり（水曜日）
- のり（オテンキ）（木曜日）

過去
- HanGroo（月曜日）[注 12]
- 春香クリスティーン（月曜日）
- 三浦奈保子（火曜日）

## タイムテーブル
生放送であるため、フロート番組や各コーナーは必ずしも表記した時間ちょうどから始まるとは限らず、若干のタイムラグが発生する可能性もある。

### 第3期（2023年4月 - ）
前述の通り2023年7月に20周年を迎えるのを機に、11年ぶりとなる大幅なリニューアルを実施。このリニューアルから番組が2部制となり、22時・23時台の第1部は曜日別パーソナリティ体制、0時台の第2部・全国ゾーンはジャニーズ事務所主体へと刷新、内包番組も0時台にジャニーズ系番組を集約した。
2024年4月改編に合わせて3月末をもって2部制を廃止、曜日別パーソナリティが3時間全て担当する体制になったほか、既存の内包番組も一部を除き終了または枠外に移動・独立している。2024年7月改編時点のタイムテーブルは下記の通りである。下記のほか、不定期に月替わりで0時30分頃から「レコメン!シェアリング」を放送。
| 時間   | 月                              | 火                              | 水                                     | 木                                                                       |
| ------ | ------------------------------- | ------------------------------- | -------------------------------------- | ------------------------------------------------------------------------ |
| 時間   | 駒木根葵汰のレコメン!           | ハナコ 秋山寛貴のレコメン!      | 矢吹奈子のレコメン!                    | M!LK 吉田仁人のレコメン!                                                 |
| 22:00  | オープニング                    | オープニング                    | オープニング                           | オープニング                                                             |
| 22:10  | フリー                          | フリー                          | フリー （ニュースやトレンド紹介）      | フリートーク                                                             |
| 22:20  | 葵汰、空いてる?                 | メール紹介                      | フリートーク                           | フリートーク                                                             |
| 22:30  | Girls²のがるがるトーク!         | レコメン!ヘッドライン           | レコメン!テレフォンショッキング        | テーマメール1                                                            |
| 22:45  | レコメン!テレフォンショッキング | フリー or コントかよ!           | ゲストパート1                          | レコメン!テレフォンショッキング                                          |
| 22:55  | アローアンス                    | アローアンス                    | アローアンス                           | アローアンス                                                             |
| 23:00  | ゲストコーナー                  | ゲストコーナー                  | ゲストパート2                          | ゲストコーナー                                                           |
| 23:30  | メール紹介                      | REAL AKIBA BOYZのオタクラジオ!! | めるるのはっぴーsu るーむ （生見愛瑠） | レコメン!リアルボイス （大空幸星→月替わり）                              |
| 23:40  | 寄り添いレコード                | レコメン!テレフォンショッキング | メール紹介                             | テーマメール2                                                            |
| 23:55  | アローアンス                    | アローアンス                    | アローアンス                           | アローアンス                                                             |
| 翌0:00 | 全国ゾーンオープニング          | 全国ゾーンオープニング          | 全国ゾーンオープニング                 | 全国ゾーンオープニング                                                   |
| 翌0:05 | timeleszのQrzone                | Kis-My-Ft2 キスマイRadio        | King & Prince 永瀬廉のRadio GARDEN     | タワレコメン!ピックアップ!（月1回）/ レコメン!ピックアップ（その他の週） |
| 翌0:25 | 葵汰＆リスナーの調査コーナー1   | フリー・メール                  | メール紹介                             | テーマメール3                                                            |
| 翌0:40 | 葵汰＆リスナーの調査コーナー2   | 怖い!撲滅委員会                 | 週替わり企画                           | レコメン!座談会                                                          |
| 翌0:55 | エンディング                    | エンディング                    | エンディング                           | エンディング                                                             |

### 第2期（2012年4月 - 2023年3月）
2012年4月から大幅にリニューアルされ、今まで放送されていた内包番組の一部が終了・移動となった。代わりに、内包番組も新たに決定した。大半の内包番組がジャニーズ事務所のタレントで占められる。毎週火曜日は、リスナーからオテンキのりに言ってほしいネタ（主に有名人に関する事や、オテンキのりに関する事など）を番組内のジングルとして使用している。2022年2月時点のタイムテーブルは下記の通りである。
| 時間   | 月 | 火 | 水 | 木 |
| ------ | --- | --- | --- | --- |
| 時間   | オテンキのりと櫻坂46 松田里奈のレコメン! | オテンキのりと日向坂46 加藤史帆のレコメン! | オテンキのりと乃木坂46 田村真佑のレコメン! | ジャニーズWEST 桐山照史・中間淳太のレコメン! |
| 22:00  | オープニング 挨拶→フリートーク | オープニング 挨拶→フリートーク | オープニング 挨拶→フリートーク | オープニング 挨拶→フリートーク |
| 22:05  | 当日のテーマ発表 | 当日のテーマ発表 | 当日のテーマ発表 | 当日のテーマ発表 |
| 22:10  | レコメン! ニュースネットワーク | レコメン! ニュースネットワーク | レコメン! ニュースネットワーク | レコメン! ニュースネットワーク |
| 22:20  | メール紹介 | メール紹介 | メール紹介 | メール紹介 |
| 22:30  | Sexy ZoneのQrzone | Sexy ZoneのQrzone | Sexy ZoneのQrzone | Sexy ZoneのQrzone |
| 22:40  | レコメン! LIVEインフォメーション レコメン! チケットインフォメーション                                                                                   | レコメン! LIVEインフォメーション レコメン! チケットインフォメーション                                                                                   | レコメン! LIVEインフォメーション レコメン! チケットインフォメーション                                                                                   | レコメン! LIVEインフォメーション レコメン! チケットインフォメーション                                                                                   |
| 22:45  | レコメン! 日替わりコーナー PART1 （月曜：みんなで決めよう!特定少年六法全書 火曜：超難問!5軍クイズ! 水曜：五軍かるた）                                   | レコメン! 日替わりコーナー PART1 （月曜：みんなで決めよう!特定少年六法全書 火曜：超難問!5軍クイズ! 水曜：五軍かるた）                                   | レコメン! 日替わりコーナー PART1 （月曜：みんなで決めよう!特定少年六法全書 火曜：超難問!5軍クイズ! 水曜：五軍かるた）                                   | レコメン! 日替わりコーナー PART1 （月曜：みんなで決めよう!特定少年六法全書 火曜：超難問!5軍クイズ! 水曜：五軍かるた）                                   |
| 22:53  | メール紹介 | メール紹介 | メール紹介 | メール紹介 |
| 23:00  | レコメン! ゲストルーム | レコメン! ゲストルーム | レコメン! ゲストルーム | オテンキのりPresents・レコ木リスナー喜怒哀楽報告!! |
| 23:30  | 寺本莉緒のぶちカワRadio （寺本莉緒） | 井手上漠 ベルガモットナイト （井手上漠） | めるるのはっぴーsu るーむ （生見愛瑠） | King & Prince 永瀬廉のRadio GARDEN |
| 23:45  | レコメン! 日替わりコーナー PART2 （月曜：沼りなテレフォン 火曜：転生したら1軍だった件 水曜：今週のはにゃ?）                                             | レコメン! 日替わりコーナー PART2 （月曜：沼りなテレフォン 火曜：転生したら1軍だった件 水曜：今週のはにゃ?）                                             | レコメン! 日替わりコーナー PART2 （月曜：沼りなテレフォン 火曜：転生したら1軍だった件 水曜：今週のはにゃ?）                                             | レコメン! 日替わりコーナー PART2 （月曜：沼りなテレフォン 火曜：転生したら1軍だった件 水曜：今週のはにゃ?）                                             |
| 23:52  | メール紹介 | メール紹介 | メール紹介 | メール紹介 |
| 翌0:00 | 全国ゾーン オープニング | 全国ゾーン オープニング | 全国ゾーン オープニング | 全国ゾーン オープニング |
| 翌0:00 | DOMOTOのどんなもんヤ! | KちゃんNEWS | Kis-My-Ft2 キスマイRadio | Hey! Say! 7 Ultra JUMP |
| 翌0:28 | メール紹介 | メール紹介 | メール紹介 | メール紹介 |
| 翌0:32 | レコメン! 日替わりコーナー PART3 （月曜：100問で知る!正解は松田里奈 火曜：へにょへにょひとこと恋の相談テレホン 水曜：恋愛リアリティーショー・レコラー） | レコメン! 日替わりコーナー PART3 （月曜：100問で知る!正解は松田里奈 火曜：へにょへにょひとこと恋の相談テレホン 水曜：恋愛リアリティーショー・レコラー） | レコメン! 日替わりコーナー PART3 （月曜：100問で知る!正解は松田里奈 火曜：へにょへにょひとこと恋の相談テレホン 水曜：恋愛リアリティーショー・レコラー） | レコメン! 日替わりコーナー PART3 （月曜：100問で知る!正解は松田里奈 火曜：へにょへにょひとこと恋の相談テレホン 水曜：恋愛リアリティーショー・レコラー） |
| 翌0:50 | メール紹介/レコメンシェアリング | メール紹介/レコメンシェアリング | メール紹介/レコメンシェアリング | メール紹介/レコメンシェアリング |
| 翌0:55 | エンディング | エンディング | エンディング | エンディング |

#### ひとり組手
2020年3月31日（30日深夜）から9月25日（24日深夜）まで延長していた1:00 - 2:00枠の通称。「ひとり組手」はのりが極めた柔道に由来したタイトルである。
月曜はのりが気になる芸人仲間をゲストに迎え、火曜はテーマに合わせた投稿を紹介する「投稿天国」、水曜は今泉佑唯とのトーク、木曜はジャニーズWESTの余韻を残しながらジャニーズ楽曲オンエアするなど"ジャニーズづくし"の日としている。

### 第1期（2012年3月まで）
月曜日は「バカヤロー清水」コーナーがあった。番組開始及び各コーナー冒頭などでかかるジングルに併せて、世知辛い世の中に対して「バカヤロー清水」が、不満を爆発させる。K太郎はネタに対して、否定的なコメントをする事が多かった。火曜日のエンディングでは、文化放送での次番組である『リッスン? 〜Live 4 Life〜』を担当するAKB48メンバーとK太郎とのクロストークが恒例となっていた。タイムテーブルは下記の通りである。「レコメン パート○」とあるが、実際は日替わりコーナーやゲストコーナーで、このようなコールをすることは少なく、このタイトルは便宜上のものとなっている。
| 時間   | 月                                     | 火                                     | 水                                      | 木                                                                                |
| ------ | -------------------------------------- | -------------------------------------- | --------------------------------------- | --------------------------------------------------------------------------------- |
| 時間   | K太郎のレコメン!                       | K太郎のレコメン!                       | K太郎のレコメン!                        | 関ジャニ∞ 横山裕・村上信五の レコメン!                                            |
| 22:00  | オープニング 挨拶→フリートーク         | オープニング 挨拶→フリートーク         | オープニング 挨拶→フリートーク          | オープニング 横山・村上の冒頭挨拶→フリートーク →タイトルコール→番組開始のジングル |
| 22:05  | 突撃!アド街ックK太郎（月）             | フリートークor当日募集テーマ発表（火） | フリートークor当日募集テーマ発表（水）  | レコメン ガールズ! ランキング                                                     |
| 22:15  | Hey! Say! 7 Ultra Power（Hey! Say! 7） | Hey! Say! 7 Ultra Power（Hey! Say! 7） | Hey! Say! 7 Ultra Power（Hey! Say! 7）  | Hey! Say! 7 Ultra Power（Hey! Say! 7）                                            |
| 22:25  | レコメン パート1                       | レコメン パート1                       | レコメン パート1                        | 当日の企画・メール紹介 （大成建設提供）                                           |
| 22:25  | ゲストと当日の募集企画                 |                                        |                                         | 当日の企画・メール紹介 （大成建設提供）                                           |
| 22:40  | レコメン パート2（TVガイド提供）       | レコメン パート2（TVガイド提供）       | レコメン パート2（TVガイド提供）        | ジャニーズステーション（TVガイド提供）                                            |
| 23:00  | レコメン パート3                       | レコメン パート3                       | レコメン パート3                        | 当日の企画紹介                                                                    |
| 23:05  | アド街ックK太郎 宣伝する街募集         | 当日の募集企画                         | 当日の募集企画                          | レコメン! あるなし大辞典                                                          |
| 23:20  | STOP THE SMAP（SMAP）                  | STOP THE SMAP（SMAP）                  | STOP THE SMAP（SMAP）                   | STOP THE SMAP（SMAP）                                                             |
| 23:35  | レコメン パート4                       | レコメン パート4                       | レコメン パート4                        | 国分太一 TOKIO ザ・ライド                                                         |
| 23:35  | AKB48 明日までもうちょっと。           | 桐谷美玲のラジオさん。                 | Berryz工房 嗣永桃子のぷりぷりプリンセス | 国分太一 TOKIO ザ・ライド                                                         |
| 23:50  | フリートークゾーン（クリエイト提供）   | フリートークゾーン（クリエイト提供）   | フリートークゾーン（クリエイト提供）    | フリートークゾーン（クリエイト提供）                                              |
| 23:50  | アド街ック 次回の宣伝する街発表        | フリートークゾーン                     |                                         |                                                                                   |
| 翌0:00 | 全国ゾーン オープニング                | 全国ゾーン オープニング                | 全国ゾーン オープニング                 | 全国ゾーン オープニング                                                           |
| 翌0:00 | レコメン パート5                       | レコメン パート5                       | レコメン パート5                        | 今井翼のto base                                                                   |
| 翌0:00 | R-One KAT-TUN                          | KちゃんNEWS                            | 週ごとの企画 K太郎&ゲスト               | 今井翼のto base                                                                   |
| 翌0:30 | K太郎ザ・ベストテン!                   | レコメン! 知恵袋                       | どうでもいい ランキング シーズン3       | メール紹介                                                                        |
| 翌0:35 | DOMOTOのどんなもんヤ!                  | DOMOTOのどんなもんヤ!                  | どうでもいい ランキング シーズン3       | 当日の企画                                                                        |
| 翌0:45 | DOMOTOのどんなもんヤ!                  | DOMOTOのどんなもんヤ!                  | DOMOTOのどんなもんヤ!                   | 当日の企画                                                                        |
| 翌0:55 | エンディング                           | エンディング                           | エンディング                            | エンディング                                                                      |

## 女性アイドル顔だけ総選挙
「AKB48選抜総選挙」を模したコーナーで、「顔だけで選ぶなら一番好きな女性アイドルは誰?」をテーマに、リスナーが「純粋に顔だけ」との名目で好きな女性アイドルを事前に投票し、その集計結果の上位20人を番組放送内で発表する年に1回の企画。
第1回（2013年）
2013年8月28日放送。AKB48の渡辺麻友が1位を獲得した。放送の前日にAKB48を卒業した板野友美も含めると、総勢13人が48グループから選出され、次いでハロー!プロジェクトから3人、乃木坂46から2人が選ばれている。「アイドル」ではない女優の新垣結衣と桐谷美玲もランクインした。
第2回（2014年）
2回目から毎年6月のAKB総選挙開票日から数日後の放送で発表する日程に変更され、2014年6月11日に放送。AKB48の島崎遥香が1位に選ばれた。道重さゆみ（モーニング娘。14）、白石麻衣（乃木坂46）、橋本環奈（Rev. from DVL）を除く17人が48グループのメンバーとなった。
第3回（2015年）
2015年6月10日放送。SKE48の松井珠理奈が1位に選ばれた。白石麻衣を除く19人を48グループのメンバーが占めた。
第4回（2016年）
2016年6月22日放送。渡辺麻友が第1回開催以来の1位を奪還し、本企画初となる複数回の1位選出者となった。乃木坂46の3人と前年度から番組パーソナリティを務めていた小池美由を除く16人が48グループのメンバーとなった。
第5回（2017年）
AKB総選挙開票10日前の2017年6月7日放送。乃木坂46の白石麻衣が48グループ以外で初の1位を獲得した。初登場で3位に入った佐々木琴子を始め乃木坂46が8人と大きく飛躍した他、前年にシングルデビューした欅坂46から新たに4人がランクインするなど坂道シリーズのメンバーからの初登場が相次ぎ、総勢12人を占めた。48グループは8人がランクインと前年から半減となった。
第6回（2018年）
AKB総選挙後の2018年6月13日放送。白石麻衣が1位を獲得し、本企画初となる2年連続1位となった。1位の白石から初登場で5位にランクインした鈴木絢音まで乃木坂46が上位を独占した他、山下美月（乃木坂46・3期生）や小坂菜緒（けやき坂46・2期生）といった加入期が新しいメンバーも選出された坂道シリーズから総勢15人がランクイン。過去最低の5人に留まった48グループでは、前年初登場の太田夢莉（NMB48）が順位を6位に上げた。
第7回（2019年）
AKB総選挙の開催が見送られた中で、2019年6月5日に例年通り放送。白石麻衣が3年連続1位を獲得した。同年度から番組パーソナリティを務める加藤史帆（日向坂46）を筆頭に、再び坂道シリーズからの初登場が相次いだことから坂道シリーズのメンバーで18人を占めた（乃木坂：10人、欅坂：6人、日向坂：2人）。太田夢莉と松井珠理奈のみのランクインとなった48グループでは、初登場およびAKB48からのランクインが初めて0人であった。
第8回（2020年）
前年に引き続きAKB総選挙の開催が見送られた中、2020年6月3日に放送。白石麻衣が4年連続1位を獲得した。日向坂46から初登場3位の齊藤京子を始めとする4人がランクインし欅坂46を上回った他、乃木坂46では前年と同数ながら同年度から番組パーソナリティを務める田村真佑ら4期生が2人ランクインするなど、メンバーの入れ替わりが見られた。2年連続でAKB48からのランクインがなかった48グループでは、加藤美南（NGT48）と山本望叶（NMB48）が初登場。NGT48からは初のランクインとなった。
2021年以降
2021年以降は本企画・AKB総選挙ともに行われてないほか、開催についての言及も特にない。

## ラジオドラマ「紡ぐ〜1%の初恋〜」
2024年1月1日から1か月限定で放送されるラジオドラマ。放送後は特設サイト及び文化放送公式YouTubeチャンネルでアーカイブ配信される。
当初は1日に出演者によるイントロダクショントークの放送を予定したが、当日に能登半島地震が発生して休止した。イントロダクショントークはその後振替放送される事なくお蔵入りとなり、2日の第2回（ドラマ第1話）から開始となった。

### 出演
- 加隈亜衣 - 立花紬役
- 梅原裕一郎 - 榊琉星役
- 羊宮妃那 - 宮埜凛役

## 終了した内包番組
以下の放送曜日は『レコメン!』そのものの通常編成時における放送開始曜日を基準として記載（一部について、実際には日付が変わってから放送されたものが含まれる）。
- 和希沙也のレコメン! お悩み解決館（和希沙也、月曜日）
- 安倍麻美 カラフル×2（安倍麻美、月曜日）
- NEWSのParty Time（NEWS、隔週月曜日）
- 根食真実 RADIO TRUTH（根食真実、火曜日）
- 時東ぁみのパインナッポー美人!（時東ぁみ、月曜日）
- 大塚愛のai-r Jack（大塚愛、月曜 - 木曜日）
- ガッチャガッチャ→ガッチャガッチャガッチャ（ロバート（月） / キングコング（火） / インパルス（水））
- Berryz工房 起立! 礼! 着席!（Berryz工房、火曜日）
- 23時台のアイドル番組は30分に編集されて、『レコメン!アイドル』として、地方局に裏送りされた（主にナイターオフシーズン）。
- AKB48 明日までもうちょっと。（AKB48・K太郎、月曜日）
- STOP THE SMAP（SMAP、月-木曜日）
- R-One KAT-TUN（KAT-TUN、月曜日）
- Berryz工房 嗣永桃子のぷりぷりプリンセス（嗣永桃子、水曜日 文化放送のインターネットラジオ 超!A&G+に移動）
- 日高里菜の王道☆ラジオ（日高里菜、月曜日）
- 赤マルダッシュ☆ 本気、ダシます[注 16]。
- 国分太一 TOKIO ザ・ライド（木曜日）
- 住岡梨奈のヒトリゴト（火曜日）
- 桐谷美玲のラジオさん。（水曜日）
- KAT-TUNのがつーん（月曜日）
- 松岡茉優ト文化的交流（火曜日）
- 西内まりやのMa-Realらじお（水曜日）
- 佐野ひなこがラジオしてる件。（月曜日）
- 芳根京子のみみにリコピン♪（火曜日）
- 正しく知ろう 放射能ホントの話 - 2018年5月22日 - 6月12日（火曜）
- 今井翼のto base（木曜日）
- クラスメイトは大友花恋! （水曜日）
- 白石聖のわたくしごとですが…（火曜日） - 2021年3月29日から、単独番組に（毎週月曜日 18:45 - 19:00）
- 寺本莉緒のぶちカワRadio（寺本莉緒　月曜日）
- 井手上漠 ベルガモットナイト（井手上漠　火曜日）
- KinKi Kids どんなもんヤ!（移動前は月曜日、2024年4月から単独番組に移行）
- Hey! Say! 7 Ultra JUMP（終了時点は月曜日）
- マシンガンズの働きタイミー（火曜日、2024年4月から単独番組へ移行）
- 小山慶一郎 KちゃんNEWS（終了時点は火曜日）
- WEST. 桐山照史・中間淳太のREC![注 17]（木曜日）

## 終了したコーナー
以下の放送曜日は『レコメン!』そのものの通常編成時における放送開始曜日を基準として記載（一部について、実際には日付が変わってから放送されたものが含まれる）。

### オテンキのり

#### 通し企画
- クイズ! 検索 1minute（2012年4月2日 - 8月1日）
- のり先輩が夏なので自由研究してみた。（2013年7月1日 - 8月28日）

#### 月曜日
- 謎解きはkinkiの前に（2012年4月2日 - 4月16日）
- ラブ・ドラマは突然に…（2012年4月2日 - 5月14日）
- レコメン! 妄想劇場（2012年5月21日 - 10月1日）
- 國學院大學プレゼンツ レコメン!応援部（2012年7月 - 12月）
- 平野綾ちゃんはそんなこと絶対に言わない（2013年1月 - 3月）
- 柔道3段 小ボケ8段 かわしの達人!（2013年3月）
- ボイスアイドルプロジェクト!（不明 - 2013年7月）
- プロフェッショナル・オナ流（不明 - 2013年9月）
- 知識ではなく知恵で解け! レコ大発想学部知恵学科
- 読書感想文
- ウザかるた
- レコメン大学少女漫画学部
- プロフェッショナル・オナ流
- 夏休み限定企画!のりが仕事の裏側ジャナってみた。（2015年夏）
- のり先輩が募集してみた。
- ブスかるた
- レコメン大学ほぉ学部
- ICCHAUグランプリ
- 読売中高生新聞 presents 実録・レコメン!リスナー事件簿[49]（2018年4月2日[50] - 2020年9月21日）

他

#### 火曜日
- 今週のローラさん（2012年4月3日 - 5月22日）
- ランク帝国!（2012年4月3日 - 6月26日）
- イカリ帝国（2012年7月 - 2013年1月）
- 発掘のりのり大辞典（2012年4月3日 - 7月31日）
- 芸能読書感想文!!シリーズ（2012年8月7日 - 2013年3月12日）
- 踊る!透視メガネ大捜査線!!（2013年3月）
- ノリチャンインポッシブル!（不明 - 2013年11月12日）
- ストッパpresentsみうらっち先輩に受験相談してみた。
- 火曜大根ロードショー（2014年2月4日・18日）
- のり先輩が格付けしてみた。
- 芸能川柳（毒入り）（2013年4月 - 2014年3月）
- 炎のスーパーディベート帝国
- のり先輩!格付けしました!
- ノリチャンインポッシブルR（リターンズ）
- レコメン! 最高裁判所!!
- のり先輩! 答えてみました!
- 斉藤良徳ト音楽的交流
- ゲルゲットテレフォンショッキングセンター
- カリスマ相談員はどっち!?放課後相談室!!

他

#### 水曜日
- 時代はスピンオフ（2012年4月4日 - 6月）
- 日本工業大学 Presents レコメン!研究室（2012年7月 - 9月、2013年7月 - 9月）
- 私はモテ蜃気楼を見た（2012年4月 - 2013年3月）
- 21世紀のもしもシリーズ（2013年4月 - 2013年9月）
- オトバト+
- モンスターハンティング（2013年10月 - 2014年3月）
- レオパレス21 presents のり先輩に新生活の相談してみた（2014年1月 - 3月）
- のり先輩が研究してみた。
- せつなボイスメモ
- 私はモテ蜃気楼を見た
- のり先輩が、女心を研究してみた。
- 日本工業大学 presents のりゼミ!（火曜日に移動）
- 今週のぴえん（2020年4月1日 - 2022年1月12日放送分）
- 今週のケータイDJ紹介

他

### K太郎

#### 通し企画
- 河合塾プレゼンツ サクセスレコメンダー（月 - 木）
- レコメン! ケータイ新聞部（月 - 木）
- ロッテ レコメン! ボーイズ プロファイリングクイズ（月 - 水）
- レコメン! ティーンズ単語帳（月 - 木）
- プロアクティブプレゼンツ レコメン! なう。（月 - 水）

#### 月曜日
- 至上最強の占いランキング
- ベスト・バットランキング（2003年7月 - 2004年3月）
- お悩みマニュアルドラマ 事件は現場で起きてるんじゃない! ブースで起きてるんだ（2003年7月 - 2005年3月）
- スーパーレコメン!ボーイズ『モテるクイズ』（2003年7月 - 2006年3月）
- レコメン!ガールズ 月曜日『噂のレコメン!』（2003年7月 - 2006年3月）
- 三ツ矢サイダー 話題のレコメンK太郎10番勝負（2004年4月 - 6月）
- スーパーレコメン!ボーイズ『萌えあがれ!マニア!』（2006年4月 - 2007年3月）
- レコメン!ガールズ 月曜日『探偵萌萌』（2006年4月 - 2007年3月）
- 楽屋ニュース 至上最強の占いランキング
- 楽屋ニュースの占いパーティー2
- レコメンアウターゾーン（2007年4月 - 2007年8月6日）
- バカヤロー清水（第1期）（2007年4月 - 年3月）
- K太郎と都市伝説をつくるコーナー（2007年8月13日 - 2008年3月）
- ふんどし男のかわいぃ〜（2008年4月 - 6月）
- K太郎の噂になりたい!（2008年4月 - 12月）
- 高校生のための読むのが面倒臭い文学集（第1期）（2008年10月 - 2009年3月）
- もやもや K太郎（2009年1月 - 2010年9月）
- セクシー女性作家入団テスト（2009年4月 - 9月7日）
- 高校生のための読むのが面倒臭い文学集（第2期）（2009年12月 - 2010年3月）
- 池上K太郎の、高校生のための調べるの面倒臭いニュース講座!!（2010年4月 - 9月）
- 関東の果てまで〜イッてQR!!（2009年10月 - 2011年3月14日）
- サブ作家松本くんの、就職戦線異常なし!!（2010年10月 - 2011年4月）
- はがき職人相撲レコメン場所（時期不明。おそらく2004年前後?）
- 新コーナーを考えるメール&普段読まないふつおたを紹介するコーナー（2011年5月 - 7月）
- 高校生のための読むのが面倒臭い文学集（第3期）（2011年8月）
- アブ刑事のコーナー（2011年4月18日 - 2011年11月21日）
- 川越K太郎（2011年9月5日 - 2012年1月30日）
- アド街ックK太郎（2011年11月28日 - 2012年3月5日）
- k太郎ザ・ベストテン!（2012年2月6日 - 2012年3月19日）
- シルシル太郎!（2012年3月12日 - 2012年3月26日）

#### 火曜日
- 県民性 なんでもランキング
- レコメン! スタイリッシュトーク
- スーパーレコメン! ボーイズ『恋愛ぶっちゃけシミュレーション』
- スーパーレコメン! ボーイズ『ぶっちゃけシミュレーション』
- レコメン! ガールズ 火曜日『ワーキングガール』
- 益子ペプラーのおむすびFM
- おーい 福田先輩〜
- リアルボイス
- レコメン特待生
- ホントの様なウソの話! ウソのようなホントの話!（2008年8月 - 2009年2月24日）
- これって脈有り?脈なし? チョリ〜ンス
- レコメン! 辞典 略してレコ典
- U字工事のおむすびFM
- ザ・ブログショー
- 名探偵ヨマン!
- 恋に役立つ情報満載! ラブラブプラス
- トミドコロのキレドコロ（ - 2011年10月）
- トミドコロのリアクションドコロ!（2011年10月4日 - 2011年11月29日）
- レコメン! 知恵袋（Yahoo!知恵袋とのタイアップ企画。2011年12月6日 - 2012年3月20日）

#### 水曜日
- CDショップ出口調査! ランキング
- お笑いレコメンダー ドン・キホーテ
- イライラいちごシミュレーション
- カンニングの童貞天国
- カンニング竹山の恋愛ドキドキスクール
- カンニング竹山の悪魔の棲むラジオ
- スーパーレコメン! ボーイズ『マニアの扉』
- スーパーレコメン! ボーイズ『おしゃれクイズ』
- ドラクエ○○[※○○には、K太郎の当時の年齢が入る。28歳の時からコーナーが開始して、コーナー終了時LV35]
- 童貞竹山学校 課外授業
- 童貞竹山学校 2
- 童貞タイムショック!!
- 童貞川柳
- レコメンスタイリッシュ大喜利（2011年7月6日 - 2011年12月28日）
- 「どうでもいいランキング!」シリーズ

### 関ジャニ∞

#### 木曜日
- リスナー分の○○調査!
- レコメン! 公式あるある（2012年7月? - 2013年3月?）
- あなたの周りの光一くん
- レコメン! ことのは集
- マルヒナ話（? - 2013年10月）
- 小悪魔レポート
- 丸山ピンクノート
- ブラジルウォーカー
- 村上先輩と丸山先輩に相談してみた。
- ガールズ大喜利
- ニッポンを学ぼう!

## 歴代ネタコーナー
- イライラ1語シミュレーション（月）
- 都会スタイル・田舎スタイル（月）
- ギリギリアウト!ギリギリセーフ!!（月）
- レコメンヤジ将軍（火）
- レコメン!最低グランプリ（火）
- まさかのヒストリー（火）
- K極のメニュー（火）
- 俺のおしゃれ自慢（火）
- ダメしてバッテン（火）
- 学校では教えてくれない日本史（火）
- 童貞リクエスト（水）
- なりきりリクエスト（水）
- ベースボール川柳（水）
- ドラクエ29（水）
- ドラクエ30（水）
- レコメンごはんSAIJIKI（月 - 水）
- アキュビュー アドバンス presents レコメン!ティーンズ単語帳
- TOYOTAプレゼンツ レコメン!お笑いモーターSHOW
- レコメン!×docomo共同プロジェクト『みんな仲間だ受験生!』（水）

## テーマソング
- 「番組オリジナル音源」（2012年4月2日 - ）
- 「750キラー」 Bivattchee（2003年7月7日 - 2012年3月28日）

## 出来事

### 有事・災害時の対応
放送前・放送中に地震等の災害が発生し、地震に関する情報を伝える場合は全編もしくは内包番組を含めた一部コーナーを休止する場合がある。この場合、各局ネット局もそのままネットする他、一部ネット局は全編もしくは一部コーナーのネットを返上して自社から臨時ニュースを放送する。
- 2022年3月16日放送回は、23時36分に福島県沖で最大震度6強の地震が発生し、予定した23時台後半以降のコーナーはすべて休止した。

- 2024年1月1日放送回は、事前収録の放送を予定したが能登半島地震が発生して全編生放送した。ラジオドラマを含むすべてのコーナーを休止した。

## ネット局
2025年4月現在、全国36局ネット（大阪府、奈良県を除く対象地域の局で放送）。
文化放送では『文化放送ライオンズナイター』の放送時間が延長となった場合、21時台の番組を中継終了後に通常通り放送するため、放送時間は最大で30分短縮となる。この場合、文化放送の放送時間に関係なく22時台のネット局に向けての放送が22:00に先行して始まり、文化放送が飛び乗るまで各ネット局への裏送り放送となり、その時はフリートーク中心に放送される。
2024年度までフルネット局の北海道放送は、『HBCファイターズナイター』クッション番組の『ファイターズDEナイト!』を中継終了後20分間放送する体制となっている為、途中からの飛び乗りとなる事例が発生していた。それ以外のネット局でも、地元プロ野球チームがある地域は優勝当日に優勝記念特別番組放送による休止の場合がある。
2018年3月29日放送分まで「radikoプレミアム（エリアフリー聴取）」、および「radikoタイムフリー聴取」ではジャニーズ事務所所属タレントが登場する時間帯（月 - 水曜日の22:00 - 23:00と翌日0:00 - 1:00、木曜日は3時間全編）は全局で配信されなかった。「radiko」の通常配信版では配信された ため、未放送地域やネット局がradikoに参加していない地域以外では全時間帯radikoで聴取することができた。この規制は2018年4月2日放送分以降は撤廃されている。
2019年4月からラジオ関西もフルネットで放送開始。兵庫県や大阪府（一部地域を除く）では、朝日放送ラジオで2014年春に打ち切られて以来5年ぶりの復活となる。
22・23時台は当初文化放送ローカルを前提としたジングルを使用しており、2010年代にフルネット局が漸増している間も同様の対応が続いたが、2025年現在は実情に則し、0時台同様の全国ネット仕様のジングルに統一している。

### 22時台・23時台
全局0時台も放送。放送期間は22時台・23時台のネット開始日。
| 放送対象地域  | 放送局            | 放送期間        | 備考              |
| ------------- | ----------------- | --------------- | ----------------- |
| 関東広域圏    | 文化放送（QR）    | 2003年7月7日 -  | 制作局            |
| 京都府 滋賀県 | 京都放送（KBS）   | 2009年1月5日 -  |                   |
| 秋田県        | 秋田放送（ABS）   | 2010年1月4日 -  |                   |
| 福島県        | ラジオ福島（rfc） | 2013年4月1日 -  |                   |
| 静岡県        | 静岡放送（SBS）   | 2014年3月31日 - |                   |
| 愛媛県        | 南海放送（RNB）   | 2016年9月26日 - | 火 - 木曜のみ放送 |
| 兵庫県        | ラジオ関西（CRK） | 2019年4月1日 -  | 独立局            |
| 富山県        | 北日本放送（KNB） | 2023年4月3日 -  |                   |

#### 過去のネット局
| 放送対象地域 | 放送局            | 放送期間                      | 備考             |
| ------------ | ----------------- | ----------------------------- | ---------------- |
| 北海道       | 北海道放送（HBC） | 2022年3月28日 - 2024年9月26日 | [ 注 22 ] [ 54 ] |

### 0時台
◆は22:00からのフルネット局（ただし南海放送は火曜（月曜深夜）は0時台のみネット）
| 放送対象地域  | 放送局                        | 放送期間                     | 備考          |
| ------------- | ----------------------------- | ---------------------------- | ------------- |
| 関東広域圏    | ◆文化放送（QR）               | 2003年7月8日 - （7日深夜）   | 制作局        |
| 北海道        | 北海道放送（HBC）             | 2003年7月8日 - （7日深夜）   |               |
| 青森県        | 青森放送（RAB）               | 2003年7月8日 - （7日深夜）   | [ 注 23 ]     |
| 岩手県        | IBC岩手放送                   | 2003年7月8日 - （7日深夜）   |               |
| 秋田県        | ◆秋田放送（ABS）              | 2003年7月8日 - （7日深夜）   |               |
| 山形県        | 山形放送（YBC）               | 2003年7月8日 - （7日深夜）   |               |
| 福島県        | ◆ラジオ福島（rfc）            | 2003年7月8日 - （7日深夜）   |               |
| 山梨県        | 山梨放送（YBS）               | 2003年7月8日 - （7日深夜）   |               |
| 長野県        | 信越放送（SBC）               | 2003年7月8日 - （7日深夜）   |               |
| 新潟県        | 新潟放送（BSN）               | 2003年7月8日 - （7日深夜）   |               |
| 富山県        | ◆北日本放送（KNB）            | 2003年7月8日 - （7日深夜）   |               |
| 石川県        | 北陸放送（MRO）               | 2003年7月8日 - （7日深夜）   |               |
| 福井県        | 福井放送（FBC）               | 2003年7月8日 - （7日深夜）   |               |
| 中京広域圏    | 東海ラジオ放送（SF）          | 2003年7月8日 - （7日深夜）   |               |
| 和歌山県      | 和歌山放送（WBS）             | 2003年7月8日 - （7日深夜）   |               |
| 鳥取県 島根県 | 山陰放送（BSS）               | 2003年7月8日 - （7日深夜）   |               |
| 岡山県        | RSK山陽放送                   | 2003年7月8日 - （7日深夜）   |               |
| 山口県        | 山口放送（KRY）               | 2003年7月8日 - （7日深夜）   |               |
| 香川県        | 西日本放送（RNC）             | 2003年7月8日 - （7日深夜）   |               |
| 愛媛県        | ◆南海放送（RNB）              | 2003年7月8日 - （7日深夜）   |               |
| 徳島県        | 四国放送（JRT）               | 2003年7月8日 - （7日深夜）   |               |
| 高知県        | 高知放送（RKC）               | 2003年7月8日 - （7日深夜）   |               |
| 福岡県        | RKB毎日放送                   | 2003年7月8日 - （7日深夜）   | JRN単独加盟局 |
| 佐賀県 長崎県 | NBCラジオ佐賀 長崎放送（NBC） | 2003年7月8日 - （7日深夜）   |               |
| 熊本県        | 熊本放送（RKK）               | 2003年7月8日 - （7日深夜）   |               |
| 大分県        | 大分放送（OBS）               | 2003年7月8日 - （7日深夜）   |               |
| 宮崎県        | 宮崎放送（mrt）               | 2003年7月8日 - （7日深夜）   |               |
| 鹿児島県      | 南日本放送（MBC）             | 2003年7月8日 - （7日深夜）   |               |
| 沖縄県        | ラジオ沖縄（ROK）             | 2003年7月8日 - （7日深夜）   |               |
| 茨城県        | LuckyFM茨城放送               | 2004年9月28日 - （27日深夜） |               |
| 栃木県        | 栃木放送（CRT）               | 2004年9月28日 - （27日深夜） |               |
| 静岡県        | ◆静岡放送（SBS）              | 2004年9月28日 - （27日深夜） |               |
| 京都府 滋賀県 | ◆京都放送（KBS）              | 2005年10月4日 - （3日深夜）  |               |
| 広島県        | 中国放送（RCC）               | 2007年4月3日 - （2日深夜）   |               |
| 宮城県        | 東北放送（TBC）               | 2008年9月30日 - （29日深夜） |               |
| 兵庫県        | ◆ラジオ関西（CRK）            | 2019年4月2日 - （1日深夜）   | 独立局        |

#### 過去のネット局
| 放送対象地域 | 放送局          | 放送期間                                            | 備考      |
| ------------ | --------------- | --------------------------------------------------- | --------- |
| 近畿広域圏   | 朝日放送（ABC） | 2009年7月7日（6日深夜） - 2014年3月28日（27日深夜） | [ 注 24 ] |